# Ermita de la Concepción (Garciaz)
La ermita de la Concepción es un edificio religioso católico situado en el municipio español de Garciaz, en la provincia de Cáceres.
Ubicada en el paraje de La Concepción, en el término municipal de Garciaz, junto al antiguo camino de Berzocana. Es un edificio de planta rectangular salvo la cabecera formada por un ábside. Su origen se remonta a tiempos de Gutierre de Vargas Carvajal (1506-1559), quien por sus escudos en la claves de los arcos que sustentan la cubierta deducimos que patrocinó la construcción. Destacan los restos de una escena de la Anunciación que mediante la técnica del esgrafiado decoraba todo el ábside. Parece ser que la ermita estuvo en funcionamiento hasta el siglo XIX, momento en el cual comienza su abandono y su espacio llega a ser utilizado como cementerio entre 1821 y 1823. Hace pocos años fue objeto de una total reconstrucción.
- Datos: Q18285900